# Liste des épisodes de Cosmos 1999
Les 48 épisodes de la série Cosmos 1999 ont été diffusés au cours de deux saisons, :
- Saison 1 de Cosmos 1999
- Saison 2 de Cosmos 1999